# Filomena (heretge)
Filomena (en grec antic Φιλουμένα Philoumena) va ser una verge "posseïda" (pel dimoni, segons els seus adversaris) nascuda el segle ii.
Profetitzava dins de la secta herètica dels Marcionites, en la que estava integrada. Les seves revelacions i els seus prodigis van servir de base a Apel·les per la confecció del seu llibre Φανηροσείς o Revelacions. Les anotacions a un manuscrit de sant Agustí el De haeresibus, anotacions que podien derivar de l'Adversus Apelleiacos de Tertulià, avui perdut, expliquen que Filomena assegurava que havia rebut revelacions d'una espècie de fantasma que s'apareixia en forma d'un nen i es presentava de vegades com a Crist i d'altres com a Pau.
Filomena va induir Apel·les a modificar les seves primitives conviccions doctrinals, i el va convèncer de que les profecies venen d'un esperit contrari al principi únic, que les ànimes tenen sexe abans d'entrar als cossos i que el cos de Crist era cos vertader però no havia tingut naixement.